# Lista de departamentos franceses em 1811

Mapa do Primeiro Império Francês em 1812, incluindo as sete intendências das Províncias Ilírias e os quatro departamentos espanhóis cujo status jurídico permaneceu incompleto.

Esta é uma lista dos 130 departamentos (em francês: départements), nome convencional para as subdivisões administrativas do Primeiro Império Francês no auge de sua extensão territorial, por volta de 1811.
Note-se que as Províncias Ilírias também faziam parte da França, mas não foram organizadas em departamentos e por isso não estão incluídas nesta lista. Da mesma forma, quatro departamentos franceses adicionais também foram criados na Catalunha (anexados da Espanha em 1812), mas seu status jurídico permaneceu incompleto até que os franceses perderam o controle sobre a Espanha em 1814. Esses departamentos eram: Bouches-de-l'Ébre, Montserrat, Sègre e Ter.